# 由良貞雄
由良 貞雄（ゆら さだかつ）は、江戸時代中期の高家旗本。由良家9代当主。

## 略歴
明和8年（1771年）、由良貞通の長男として誕生。正室は最上郷倍娘。
天明7年（1787年）3月17日、父・貞通の隠居により家督を相続する。寛政2年（1790年）12月15日、11代将軍・徳川家斉に御目見する。表高家衆に列し、生涯高家職に就くことはなかった。
寛政12年（1800年）1月29日、死去。享年30。家督は長男・貞陰が継いだ。